# Ungeheuer ohne Gesicht
Ungeheuer ohne Gesicht (im Original Fiend Without a Face) ist ein britischer Science-Fiction-Horrorfilm von Arthur Crabtree aus dem Jahr 1958.

## Handlung
Auf einem abgelegenen Stützpunkt der US Air Force nahe der kanadischen Grenze wird ein besonders leistungsfähiges, atombetriebenes Radarsystem getestet. Es kommt jedoch zu rätselhaften Energieeinbrüchen, obwohl immer mehr aus dem bereits am Limit arbeitenden Kernreaktor herausgeholt wird. Ein weiteres Problem stellen die Bewohner eines nahegelegenen Dorfes dar, die sich bei der Leitung des Stützpunktes zunehmend ungehalten über Fluglärm beklagen und Gefahren durch Strahlenbelastung befürchten. Die Lage spitzt sich zu, als mehrere Menschen auf mysteriöse Weise ums Leben kommen. Sowohl der örtliche als auch der Militärarzt stehen nach Autopsien vor einem Rätsel: Alle Opfer haben Bisswunden im Nacken, die Gehirne der Opfer scheinen auf diesem Wege herausgesaugt worden zu sein.
Der Verbindungsoffizier Major Cummings, der den Auftrag erhalten hat, Licht ins Dunkel dieser Vorfälle zu bringen und die Bevölkerung zu beruhigen, kommt über Barbara Griselle, Schwester eines der Opfer, einem merkwürdigen, einsiedlerischen Neurologieprofessor namens Walgate auf die Spur. Wie sich herausstellt, forscht Walgate nach Methoden, Telekinese zu ermöglichen und gibt zunächst vor, sich keinen Reim auf die Vorkommnisse auf dem Stützpunkt und im Dorf machen zu können. Erst, als es immer mehr Tote gibt und Cummings Walgate unter Druck setzt, berichtet dieser, er habe einen Weg gefunden, für seine Experimente Strom vom Atomreaktor abzuzweigen, was ihm ungeahnte Möglichkeiten eröffnet habe. Durch sich materialisierende Vorstellungskraft habe er unsichtbare Wesen geschaffen, die er jedoch entgegen seiner Annahme nicht kontrollieren konnte und die sich immer weiter vermehren. Ihre Nahrung sei elektrische Spannung und menschliches Gehirn, wobei sie selbst die Form menschlicher Gehirne hätten.
Inzwischen haben die Wesen den Stützpunkt unter ihre Kontrolle gebracht und fahren den Reaktor immer weiter hoch, so dass eine Kernschmelze droht. Cummings und Barbara verbarrikadieren sich mit einigen anderen in Walgates Haus und erwehren sich mit Knüppeln und Schusswaffen der wüsten Angriffe der Gehirnfresser. Cummings weiß, dass man den Wesen den Saft abdrehen muss, also schlägt er sich, ermutigt durch einen leidenschaftlichen Kuss Barbaras, zum Stützpunkt durch und jagt die Transformatoren mit Sprengstoff in die Luft. Der Kampf ist gewonnen und Cummings kann schließlich auch die Kernschmelze verhindern.

## Entstehung und Rezeption
Regisseur Crabtree, der es in den 1940er-Jahren mit Melodramen und aufwändigen Kostümfilmen zu Bekanntheit und Vermögen gebracht hatte, drehte zum Ende seiner Karriere ohne die Unterstützung großer Studios einige Horror-B-Movies. Der günstig produzierte Independentfilm wurde wegen der für die Zeit ungewöhnlich drastischen Schockeffekte und cleverer Werbung sowohl in Großbritannien als auch in den USA eine lukrative Sensation. Am 20. Mai 1959 kam der Film in Deutschland in die Kinos, ein Jahr später in Frankreich.
Fiend Without a Face gilt heute als einer der sehenswertesten „brain movie“-Exemplare der in den 1950ern sehr populären Science-Fiction/Horrorfilme. Auf dem Filmbewertungsportal Rotten Tomatoes sind von den hinterlegten Filmkritiken rund zwei Drittel positiv. Von der zeitgenössischen, vor allem britischen Kritik wurde der Film hingegen überwiegend verrissen. Auch das Lexikon des internationalen Films meint ungnädig: „Ein inszenatorisch wie gedanklich letztklassiger Horror-Schocker, der reale (Atom-)Ängste gedankenlos ausnutzt und mit für die Entstehungszeit überraschend deutlichen Ekeleffekten drapiert.“

## Hintergrund
Bei der Animation der gehirnfressenden Monster kam die Stop-Motion-Technik zum Einsatz. Große Teile der entsprechenden Szenen wurden in München von den deutschen Stop-Motion-Künstlern Florenz von Nordhoff and Karl-Ludwig Ruppel inszeniert. Die Nachbearbeitung übernahm der Brite Peter Nielsen.
Protagonist Marshall Thompson wurde durch seine Hauptrolle in der Serie Daktari international bekannt.

## Uraufführungen
- USA: 3. Juli 1958
- Großbritannien: im Dezember 1958
- Deutschland: 20. Mai 1959
- Österreich: im November 1959[7]